# Qualificazioni al campionato mondiale di calcio 2014 - AFC - Terza fase, gruppo E

## Classifica
| Squadra   | Pt | G | V | N | P | GF | GS | DR  |
| --------- | -- | - | - | - | - | -- | -- | --- |
| Iran      | 12 | 6 | 3 | 3 | 0 | 17 | 5  | +12 |
| Qatar     | 10 | 6 | 2 | 4 | 0 | 10 | 5  | +5  |
| Bahrein   | 9  | 6 | 2 | 3 | 1 | 13 | 7  | +6  |
| Indonesia | 0  | 6 | 0 | 0 | 6 | 3  | 26 | -23 |

## Risultati
| Riffa 2 settembre 2011, ore 19:00 UTC+3 | Bahrein         | 0 – 0 referto | Qatar | Stadio Nazionale del Bahrain (6.000 spett.)\| Arbitro: \| Mohamed Zarouni \| |
| Arbitro:                                | Mohamed Zarouni |               |       |                                                                              |

| Arbitro: | Masaaki Toma |

|                                  |           |  |
| Nekounam 54’, 75’ Teymourian 84’ | Marcatori |  |

| Arbitro: | Lee Min-Hu |

|  |           |                            |
|  | Marcatori | 45+1’ Saeed 70’ Abdullatif |

| Arbitro: | Choi Myung-Yong |

|              |           |            |
| El-Sayed 56’ | Marcatori | 46’ Aghily |

| Arbitro: | Abdul Malik Abdul Bashir |

|                   |           |                                      |
| Gonzáles 26’, 35’ | Marcatori | 14’ Al Sulaiti 32’ Ibrahim 59’ Razak |

| Arbitro: | Peter Green |

|                                                                              |           |  |
| Hosseini 22’ Jabbari 34’ Aghily 42’ Teymourian 62’ Ansarifard 75’ Rezaei 83’ | Marcatori |  |

| Arbitro: | Muhsen Basma |

|                                               |           |  |
| Razak 30’ Ibrahim 33’ (rig.), 64’ Soria 90+2’ | Marcatori |  |

| Arbitro: | Abdul Malik Abdul Bashir |

|                |           |               |
| Al Alawi 45+1’ | Marcatori | 90+3’ Jabbari |

| Arbitro: | Tan Hai |

|               |           |                                                   |
| Pamungkas 44’ | Marcatori | 7’ Meydavoudi 21’ Jabbari 25’ Rezaei 73’ Nekounam |

| Doha 15 novembre 2011, ore 19:00 UTC+3 | Qatar            | 0 – 0 referto | Bahrein | Stadio Jassim Bin Hamad (10.509 spett.)\| Arbitro: \| Yūichi Nishimura \| |
| Arbitro:                               | Yūichi Nishimura |               |         |                                                                           |

| Arbitro: | Ravshan Irmatov |

|                 |           |                              |
| Dejagah 4’, 50’ | Marcatori | 9’ (rig.) Khalfan 86’ Kasola |

| Arbitro: | Andre El Haddad |

| |           |  |
| Abdullatif 5’ (rig.), 71’ Al-Alawi 15’, 60’, 65’ Abdulrahman 34’ (rig.), 41’ Saeed 62’, 82’, 90+4’ | Marcatori |  |